# Jimmie Vaughan
Jimmie Vaughan (Dallas, Texas, 1951. március 20. –) amerikai blues zenész, gitáros. Stevie Ray Vaughan bátyja, az 1970–80-as évek meghatározó texasi bluesgitárosa.  Tyrone Vaughan gitáros apja.

## Élete és zenei jelentősége
Zeneileg nagy hatással volt rá Freddie King, B. B. King, és Albert King munkássága.
Jimmie játékának jellegzetessége az erős és nyers gitárhangzás, ami az 1970–80-as évek jól felismerhető gitárosává teszi.
A blues és a rock'n'roll egyaránt inspirálta. Pályája kezdetén több „garázsbandában” is játszott, különösebb visszhang nélkül. 19 évesen Austinba költözött, a következő években pedig az ottani blues bárokban játszott. 1972-ben megalapította első saját zenekarát, a The Stormot.
1974-ben Jimmie találkozott az énekes-harmonikás Kim Wilson-nal. Egy éven belül Keith Furguson basszusgitárossal és Mike Buck dobossal megalakította a Fabulous Thunderbirds nevű együttest. Négy évig texasi klubokban játszottak, majd szerződést kötött velük a Chrysalis Records. Első albumaik, bár ma sikeresnek számítanak, akkoriban nem fogytak elég jól, ezért 1982-től néhány évre szerződés nélkül maradtak (ugyanabban az időben, amikor Jimmie öccse, Stevie Ray Vaughan a Texas Flood albummal átütő sikert ért el).
Végül 1986-ban az Epic, az egyik vezető kiadó szerződést kötött velük. Az első új albumuk, a Tuff Enuff hatalmas siker lett, több mint egymillió példány kelt el belőle, és a slágerlistákon is szépen szerepelt. A Fabulous Thunderbirds a 80'-as évek hátralévő részében ezen album sikerét próbálta „felülszárnyalni”, de a zenekar zenei stagnálása 1989-ben Jimmie kiszállásához vezetett. Ezután Stevievel felvettek egy közös albumot, a Family Style-t. Stevie azonban még az album megjelenése előtt, 1990 augusztusában életét vesztette egy helikopter-balesetben.
Öccse halála után Jimmie kihagyott néhány évet, majd legközelebb 1994-ben lépett színpadra egy alkalmi koncerten, és ugyanebben az évben kiadta szólóalbumát, a Strange Pleasure-t. Azóta további két albuma jelent meg.

## Diszkográfia

### Önállóan
- 1990 Family Style (SRV közreműködésével) Epic-Sony)
- 1994 Strange Pleasure (Epic-Sony)
- 1998 Out There (Epic-Sony)
- 2001 Do You Get The Blues? (Artemis Records)
- 2007 On The Jimmy Reed Highway (Rufus Records) (Omar Kent Dykes-szal)

### A Fabulous Thunderbirds zenekarral
- 1979 Girls Go Wild (Tacoma – Crysalis Records)
- 1980 Whats the Word (Crysalis Records)
- 1981 Butt Rockin (Crysalis Records)
- 1982 T-Bird Rhythm (Crysalis Records)
- 1986 Tuff Enuff (Epic – Sony)
- 1987 Hot Number (Epic – Sony)
- 1989 Powerful Stuff (Epic – Sony)
- 1992 Hot Stuff Greatest Hits (Epic – Sony)
- 1993 Wrap it Up (Epic – Sony)

### Egyéb közreműködései
- 1982 Lou Ann Barton – Old Enough (Asylum Records)
- 1985 Bill Carter – Stomping Grounds (South Coast Records)
- 1986 Denny Freeman – Blues Cruise (Amazing Records)
- 1987 Denny Freeman – Out of the Blue (Amazing Records, 1987)
- 1988 Cocktail Soundtrack
- 1989 Lou Ann Barton – Read My Lips (Antones Records)
- 1990 Carlos Santana – Havana Moon
- 1990 Bob Dylan – Under the Red Sky (Epic Records)
- 1997 Bramhall – Bird Nest On The Ground (Antones Records)
- 2000 Willie Nelson – Milk Cow Blues
- 2000 Don Henley – Inside Job
- 2000 B.B. King & Eric Clapton – Riding with the King
- 2001 Double Trouble – Been A Long Time (Tone Cool Records)
- 2003 Ray Benson – Beyond Time (Audium Records)